# ユーストマ
ユーストマはリンドウ科ユーストマ属（旧学名リシアンサス属）の非耐寒性の多年草もしくは一年草。アメリカ大陸北部からメキシコ北部にかけて2種ある。

## 概説
- Eustoma grandiflorum　グランディフロラム(旧学名Eustoma russellianum)
- Eustoma exaltatum　　　エグザルタトゥム

が分布している。アメリカではTexas Bluebell, Tulip Gentian、日本ではトルコギキョウ、トルコキキョウ、リシアンサス、ユーストマなどと呼ばれている。
grandiflorum（grandis: 大きい、florum: 花）は花が大きく、丈夫なために品種改良が行われ、現在流通しているものは本種のみである。
小輪性をもつexaltatumを切花に利用しようとしたこともあったが、花弁が薄く、花傷みしやすいためにほとんど実用化していない。

## 原産地
アメリカ合衆国テキサス州周辺が中心で、高地から低地まで広く生息する。乾燥した地域で生育をするが、地下水の高い、湿った場所に生える。原種の多くは紫色の花をつけるが、稀に白、ピンク、黄などのものが見出される。
高地に生えるものは若干耐寒性があると考えられるがほとんどは一年で枯死する。それに対し低地では越冬して何年も生きる個体もあるという。

## 来歴
19世紀頃、プラントハンターによってイギリスへ持ち込まれた。当時つけられた学名はLisianthusリシアンサスだったが、後にユーストマと改められた。（ギリシャ語の良い「Eu」口「Stoma」による。）
日本へは、大正から昭和にかけての頃に入ってきたとされている。農家の間で栽培されていたが、あまり出回らなかった。二度にわたる世界大戦によって数々の園芸植物が失われたがユーストマも例外ではなく、海外ではほとんど絶えてしまった。しかし日本では細々ながら他国より多く生き残っていたようである。
昭和の終わりごろ（昭和40年代前後）から品種改良が進みはじめ、現在では日本がユーストマの品種改良の中心となり、全体の品種のほとんどが日本産である。近年ではその姿や花色の豊富さ、花持ちが良いなどから和洋、冠婚葬祭問わず幅広く切花として利用されるようになっている。
和名はトルコギキョウ（キキョウと濁さないこともある）であるが、原産地はトルコではなく、キキョウ科の植物でもない。由来には花や蕾がトルコのターバンに似ているという説や原種の花の色が青くトルコ石を思わせるという説などがある。また、キキョウの名は一重咲きの花がキキョウに似ていることから名づけられたという。

## 性質
風通しの良い、乾燥した空気を好む。また、土壌はある程度安定した湿度を求める。高温、低温に晒されるとロゼット化を起こす。その後、生育適温になると成長を始める（ロゼット打破）。
開花は日長にさほど左右されないが、長日下では促進される。
品種改良が他の園芸植物より比較的進んでいないため、栽培品種でもある程度は病害虫の耐性があるが、立ち枯れ病には弱い。
根からアレロパシー物質を出すといわれている。
種は非常に微細なので、播種が難しい。種苗会社はコーティング種子を販売しており、これは播種がしやすい。

## 品種
ユーストマは自家受粉・自殖を嫌い、およそ10代目頃には酷く性質が虚弱になるという。そのため、他花受粉で無ければ固定化が難しく、品種群の形で固定している。また、交雑一代（F1）品種がある。
サカタのタネ、タキイ種苗、ミヨシなどが中心となって様々な品種を作出している。